# Atlasz-légykapó

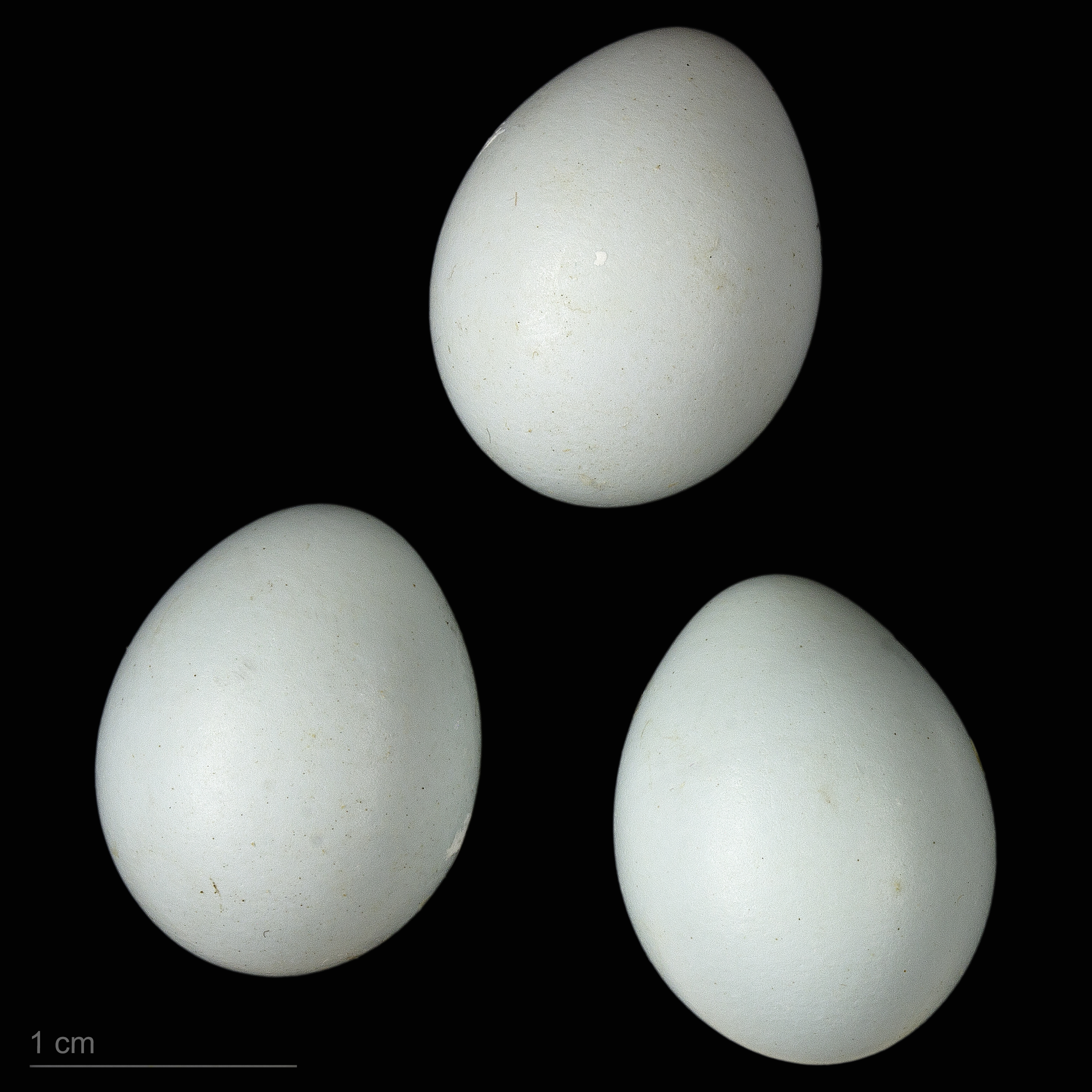
Ficedula speculigera

Az Atlasz-légykapó (Ficedula speculigera) a madarak osztályának verébalakúak (Passeriformes) rendjéhez és a  légykapófélék (Muscicapidae) családjához tartozó faj.

## Rendszerezése
A fajt Charles Lucien Jules Laurent Bonaparte francia ornitológus írta le 1888-ban, a Muscicapa nembe Muscicapa speculifera néven. Korábban a kormos légykapó (Ficedula hypoleuca) alfajaként volt besorolva Ficedula hypoleuca speculigera néven.

## Előfordulása
Észak-Afrikában, Algéria, Marokkó és Tunézia területén honos.

## Megjelenése
Testhossza 13 centiméter.

## Természetvédelmi helyzete
Az elterjedési területe rendkívül nagy, egyedszáma ugyan csökken, de még nem éri el a kritikus szintet. A Természetvédelmi Világszövetség Vörös listáján nem szerepel.